# Maldonado (miasto)
Maldonado – urugwajskie miasto położone w departamencie Maldonado, którego jest stolicą. W 2004 r. Maldonado zamieszkiwały 54 603 osoby.

## Miasta partnerskie
- La Plata, Argentyna
- Gramado, Brazylia
- Corvera, Hiszpania
- Cancún, Meksyk